# 深汕特别合作区

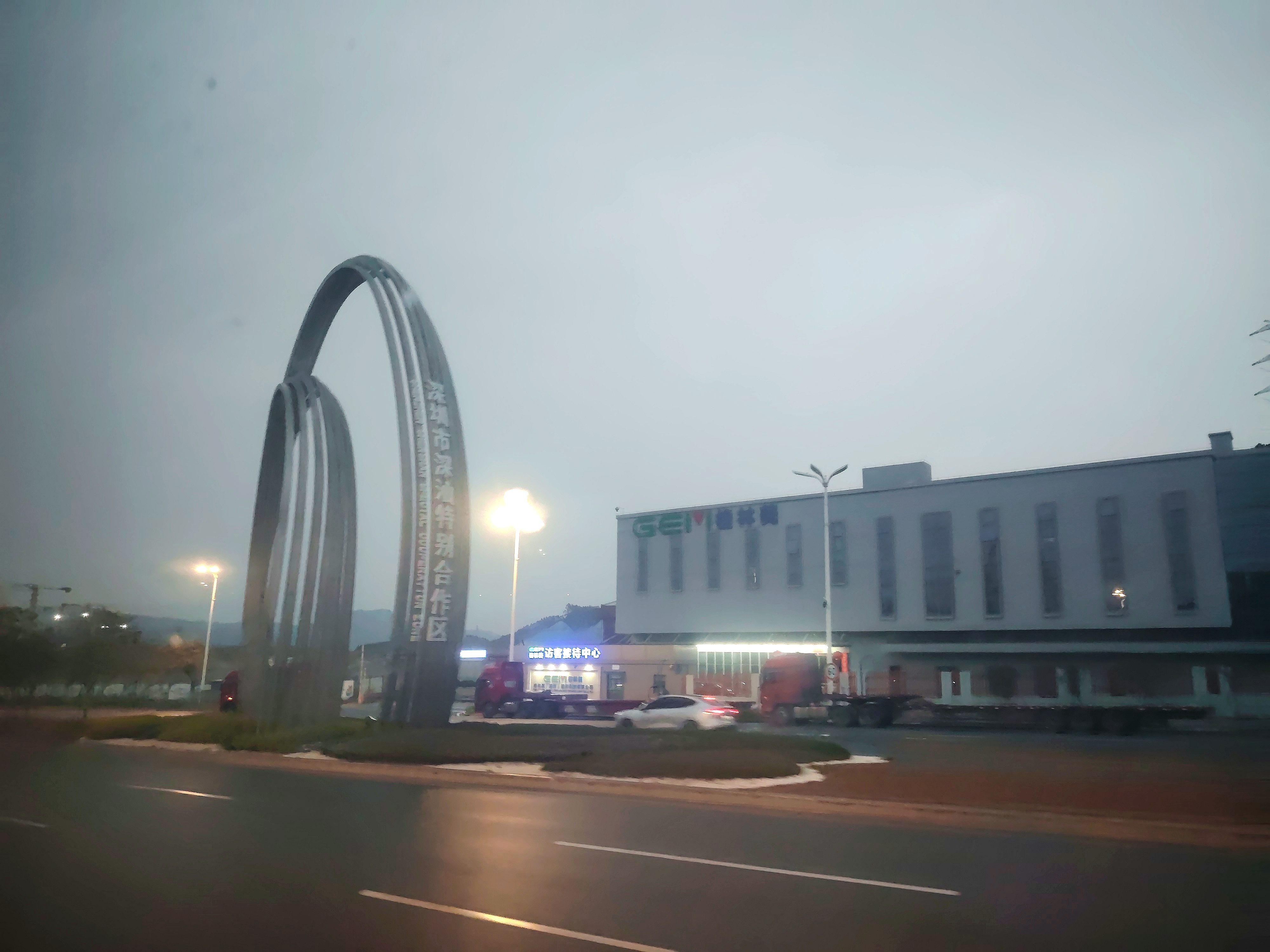
深汕特别合作区西门户雕塑，位于深汕特别合作区与惠东县吉隆镇的交界处

深汕特别合作区是中国首个省级特别合作区，设立于2011年2月18日，享有地级市一级管理权限，总面积468.3平方公里，范围包括广东省汕尾市海丰县鹅埠街道、小漠街道、鲘门街道、赤石街道（含园墩林场），管委会驻鹅埠街道，前期由广东省政府委托深圳、汕尾两市共同管理，2017年冠名“深圳市深汕特别合作区”后逐步由深圳市政府派出机构全权负责区内事务。此区被称为“深圳第10+1个区”，深圳将按照“10+1”（深圳市10个区+深汕特别合作区）模式给予全方位的政策和资源支持。

## 地理位置
深汕特别合作区位于广东省东部，西、北部与惠州市惠东县接壤，东与汕尾市海丰县相连，南临红海湾，处于深汕高速、324国道、厦深铁路以及广汕铁路交汇点，地处珠三角经济圈和海峡西岸经济圈的接合部，距深圳市中心120公里、广州200公里、香港151公里、盐田港80公里；东距汕头200公里、汕尾港35公里。驱车至深圳市中心仅1.5小时车程，是深圳向东拓展辐射的重要地区。

## 发展历程

### 背景
汕尾市位于粤东沿海地区的丘陵地带，经济发展相对滞后，自建市以来经济总量一直排在全省末端，人均GDP仅为全省平均水平的三分之一。深圳市作为珠三角地区的经济发达城市，具有资金、技术、人才等优势，但行政区域面积小，土地开发强度已经达到40%以上，土地资源非常紧张，亟待寻找新的发展空间，而汕尾是粤东第一土地大市，与深圳有着高度的互补性。

### 时间表
2008年，时任广东省委书记汪洋曾提出，要缩小与珠三角的差距，汕尾首先要与深圳合作，建议深圳学习新加坡与江苏省合作共建的苏州工业园区模式，“解决新加坡的问题要到中国来，解决深圳的问题要到汕尾。”
2008年12月10日，由汕尾市政府和深圳市政府合作共建的深圳（汕尾）产业转移工业园动工建设，园区位于汕尾市海丰县鹅埠镇，以电子信息、机械制造、生物技术和海洋资源开发等为主导产业。经过多次洽谈协商，两市联合提出了把汕尾市海丰县鹅埠镇、小漠镇、鲘门镇、赤石镇范围在200平方公里左右的土地作为双方合作开发控制区域，合作共建“深圳-汕尾特别合作区”的构想，以首期10平方公里的深圳（汕尾）产业转移工业园作为起步区。
2011年2月18日，中共广东省委、广东省政府批复《深汕（尾）特别合作区基本框架方案》，批准成立深汕特别合作区，合作期限为30年，至2040年止。5月21日，授牌成立深汕特别合作区党工委、管委会，合作区正式运作，形成深圳、汕尾两市政府高层领导小组决策，合作区管委会管理，建设开发公司运营的三层管理构架，合作区财政体制执行“广东省直管”模式，委托深圳市全权代管，确定的利益分成则是合作区产生的地方级税收在扣除省按体制规定的获益部分后，由深圳、汕尾以及合作区三方分别按照25%、25%和50%的比例分成，并且前五年深圳和汕尾各自所得分成收入中有一半需要返还给合作区。合作区内产生的GDP按照深圳占70%、汕尾占30%的比例分别计入两市统计指标。
2011年9月20日，深汕特别合作区首届招商推荐会在深圳举行，38家企业和机构在推介会上签订有关投资或意向投资的协议，签约总额达114.36亿元人民币。2011年12月26日，作为深汕特别合作区成立后首个重大项目，腾讯深汕云计算数据中心奠基。
2012年6月，深圳、汕尾两市向深汕特别合作区选派的第一批干部基本到位，组建了合作区创业队伍。由于规划未明确、体制未理顺等原因，深汕特别合作区的发展一度停滞。
2015年7月23日，广东省政府常务会议审议通过了《广东深汕特别合作区管理服务规定》，深汕特别合作区的法律地位正式确立。
2017年9月7日，广东省政府常务会议研究深汕特别合作区体制机制调整等工作。2017年9月21日，中共广东省委、广东省政府批复同意《深汕特别合作区体制机制调整方案》，调整两市分工，形成深圳全面主导、汕尾积极配合的合作格局，合作区党工委、管委会调整为深圳市委市政府派出机构，合作区四镇改设街道，编制纳入深圳统一管理，区内公共服务、社会管理工作由深圳市负责，2020年前省财政从合作区内获得的一般公共预算收入全额补助给合作区，两市不再参与合作区分成，全部留合作区。
2018年8月22日，深圳市副市长王立新在“粤港澳大湾区国际论坛”透露，深汕特别合作区居民将全部转成深圳户籍。
2018年10月26日，中国邮政集团公司在区内挂牌“深圳市深汕区局”，新设邮编518200。同年一年内已设立了深圳市深汕特别区税务局、供电局、中国电信深汕特别区分公司、深圳市公安局深汕分局筹备组等机构，这些机构的设立标志深汕特别区正式进入快速落地发展阶段。
2018年12月16日，深汕特别合作区正式揭牌。广东省高院、省检察院报最高人民法院、最高人民检察院批准，设立深圳市深汕特别合作区人民法院和检察院，其将分别作为深圳市中级人民法院、深圳市人民检察院的基层法院、基层检察院。设立深圳市公安局深汕合作区公安分局。
2019年3月25日，深圳市深汕特别合作区11个新组建的区直部门集中揭牌，标志着深汕特别合作区机构改革和体制机制调整又迈出了关键一步。
2023年9月27日，广东省第十四届人民代表大会常务委员会第五次会议审议通过了《广东省深汕特别合作区条例》，条例于2023年11月1日起施行。

## 建设进展
2018年8月24日，新城规划建设道路 71 条，已建成通车 19 条，已动工建设 26 条，正在开展前期工作 26 条。

## 图集

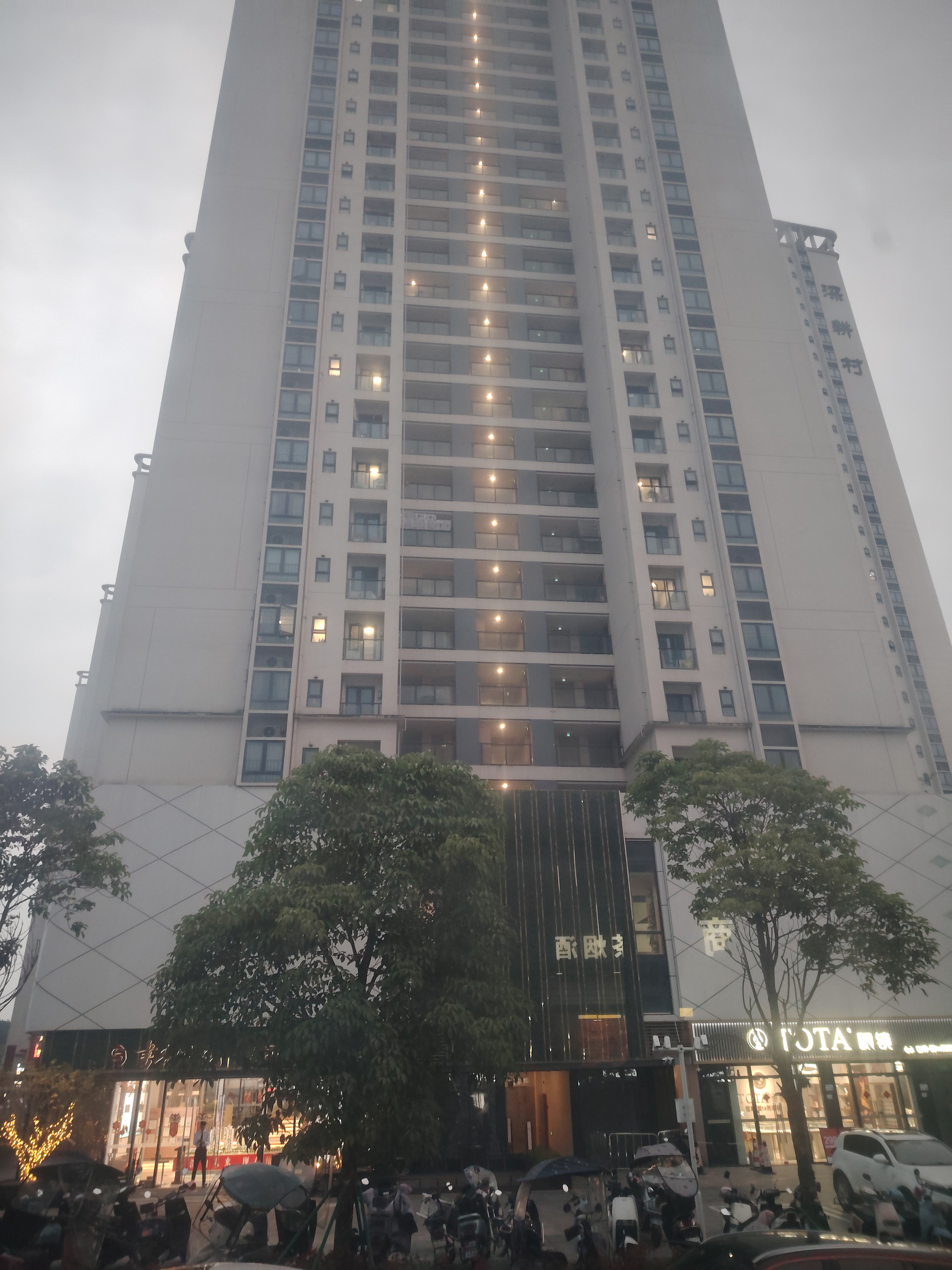
深耕村，是区内早期的高层住宅小区
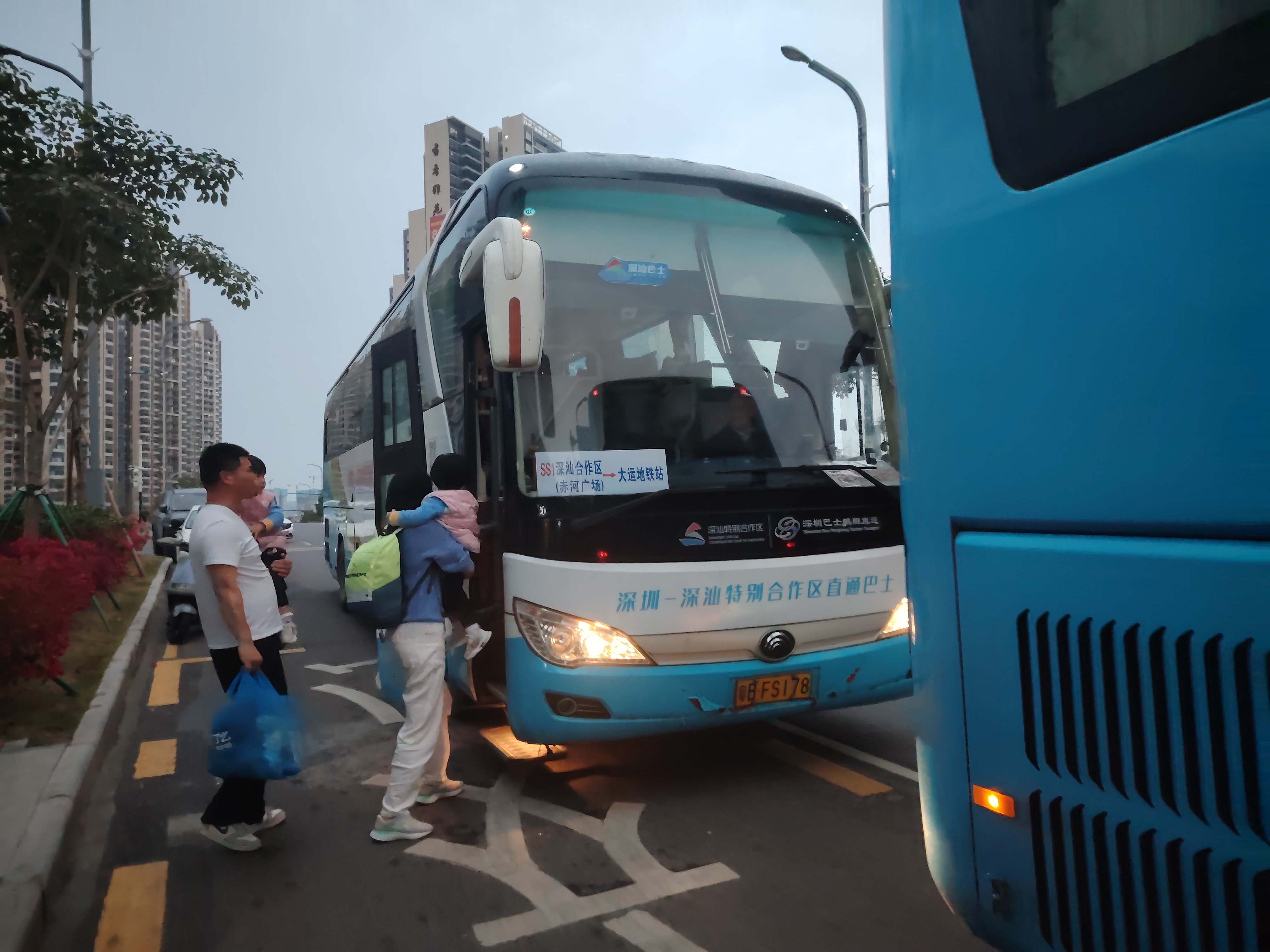
深汕合作区——深圳直通巴士SS1，往大運站
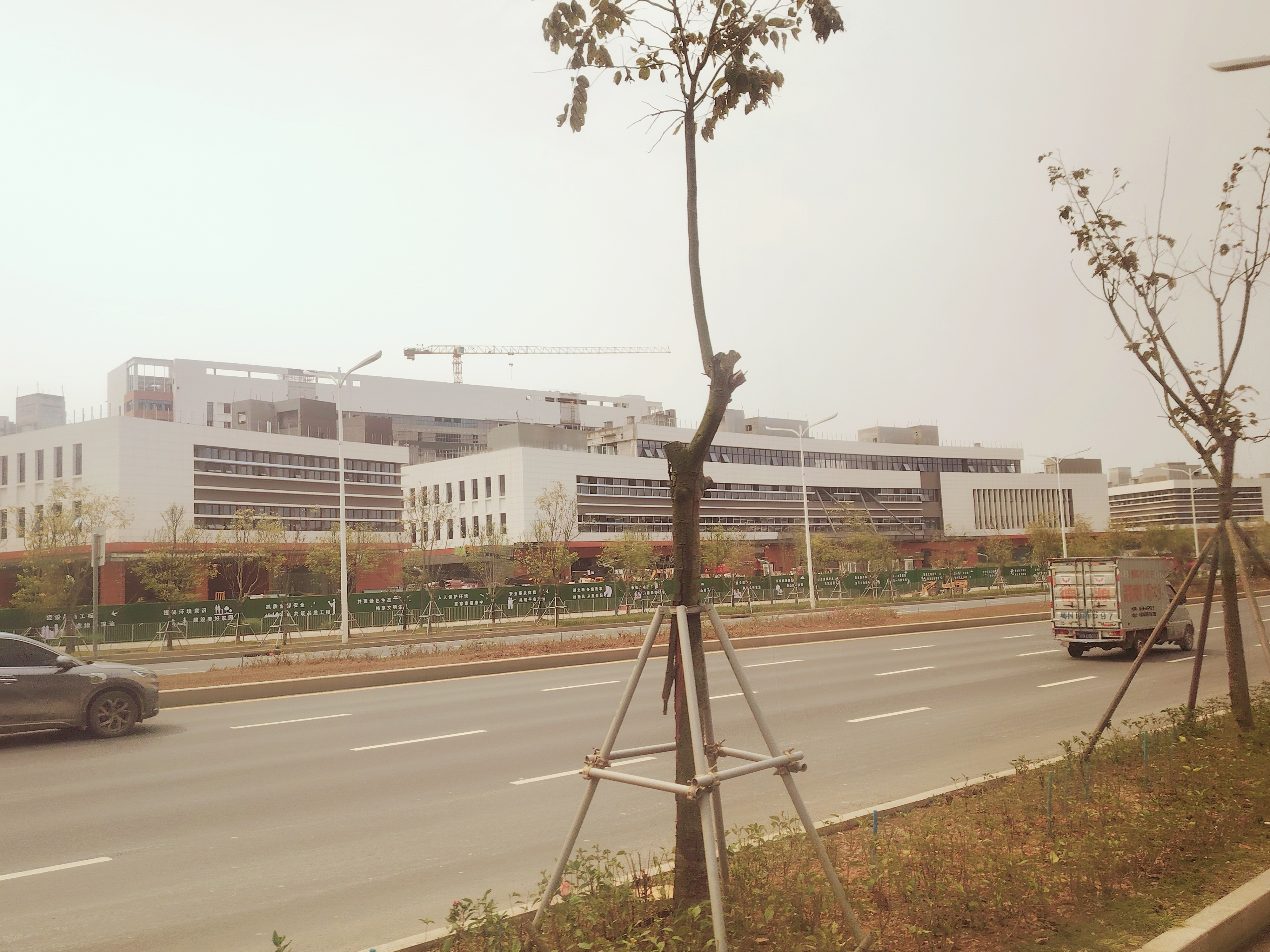
在建的深圳市深汕人民医院，由北京大学深圳医院管理
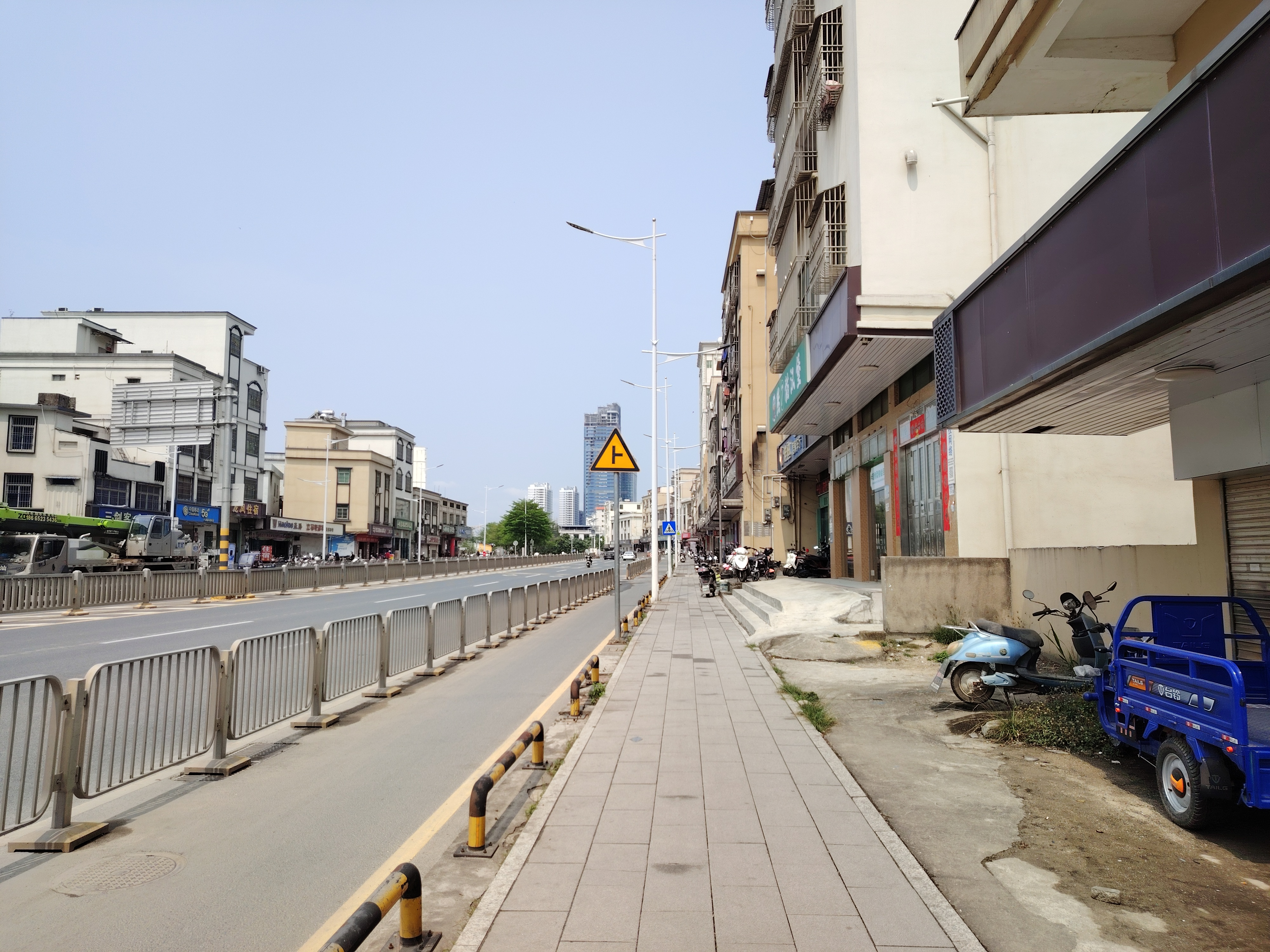
鹅埠街道中心地带
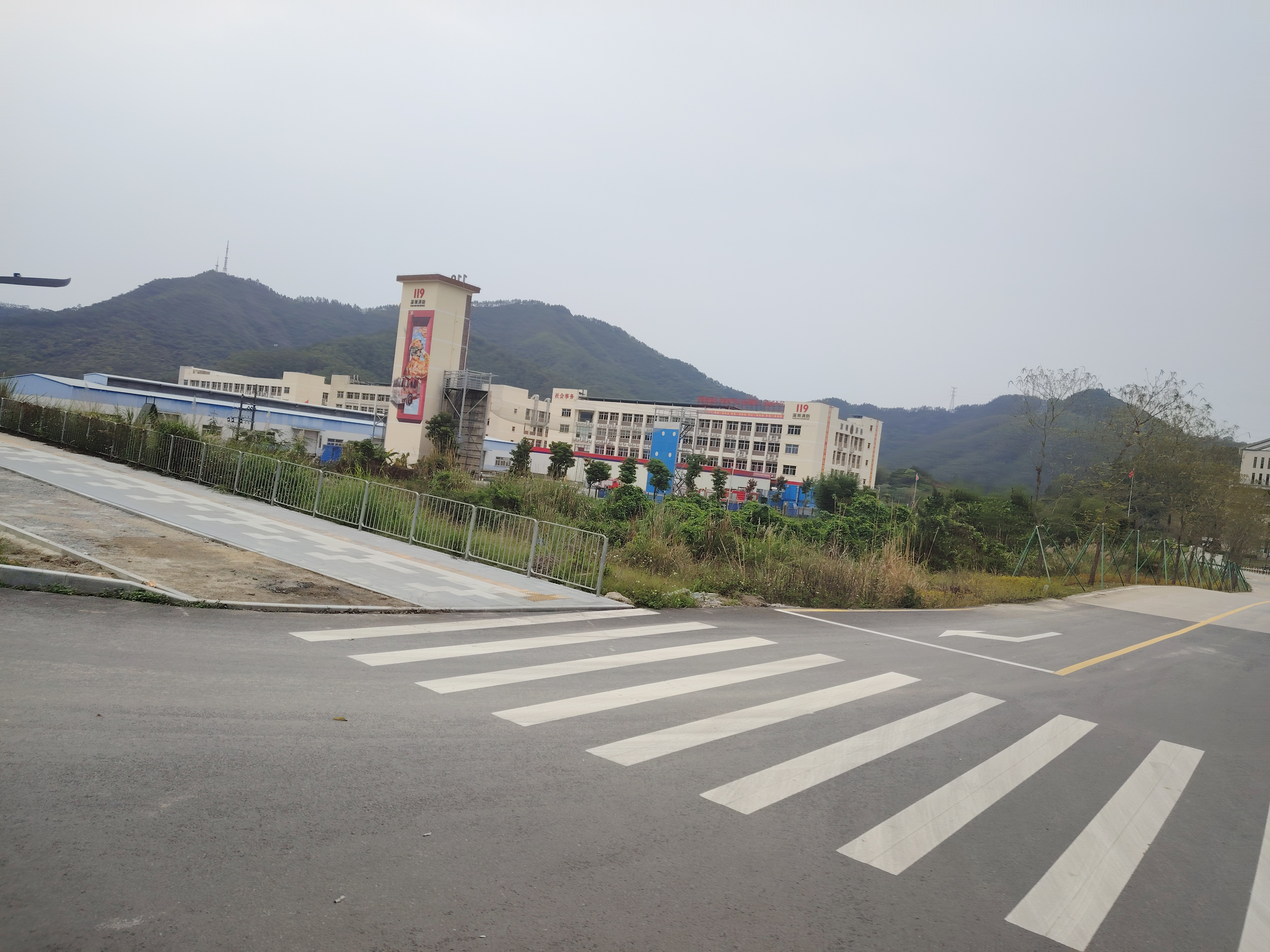
深汕消防局训练基地

## 交通

### 铁路
- 厦深铁路（鲘门站）
- 广汕铁路（深汕站，建设中）
- 深汕高速铁路（深汕站，规划中）

### 公路

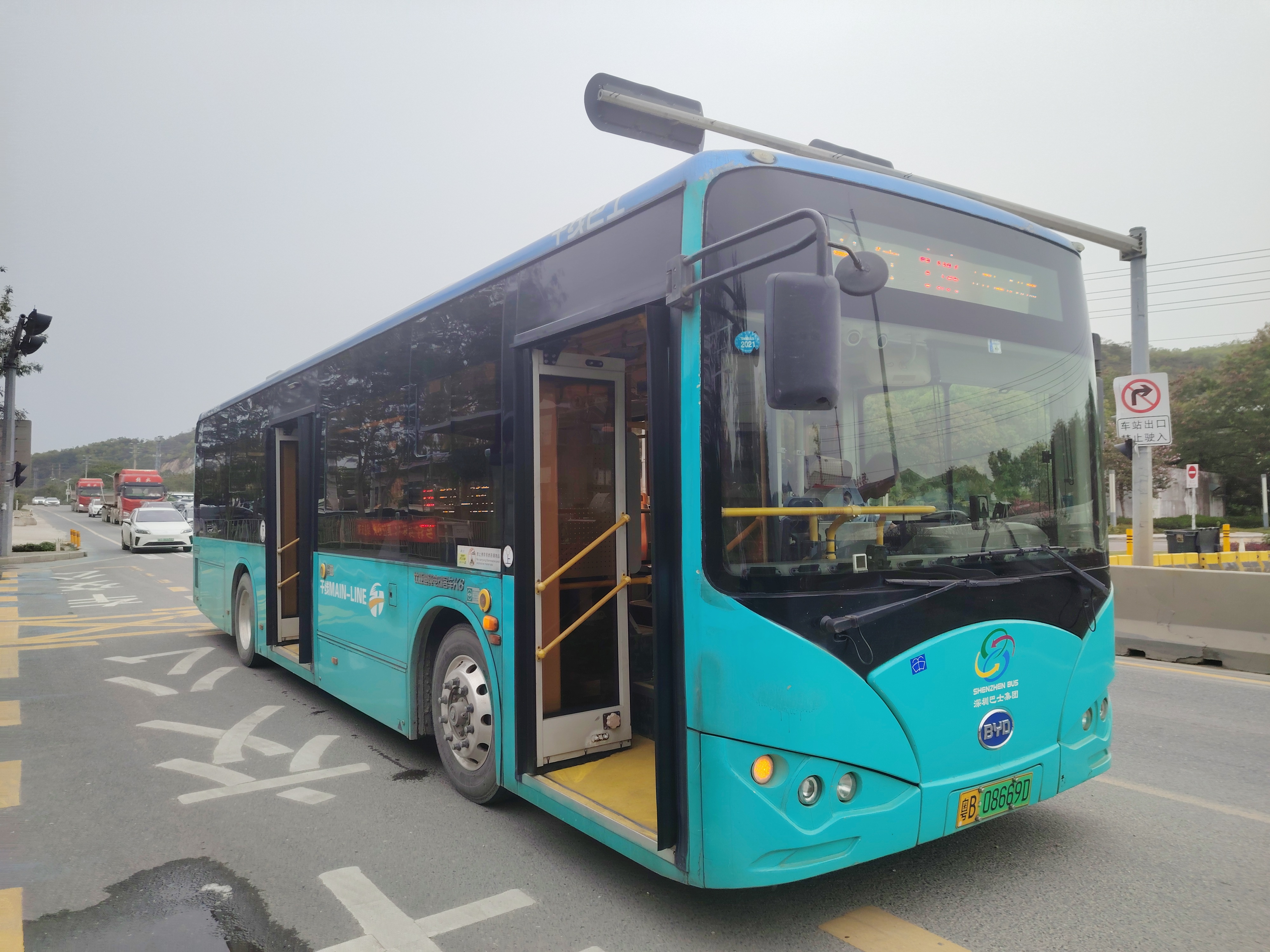
深汕高速公路
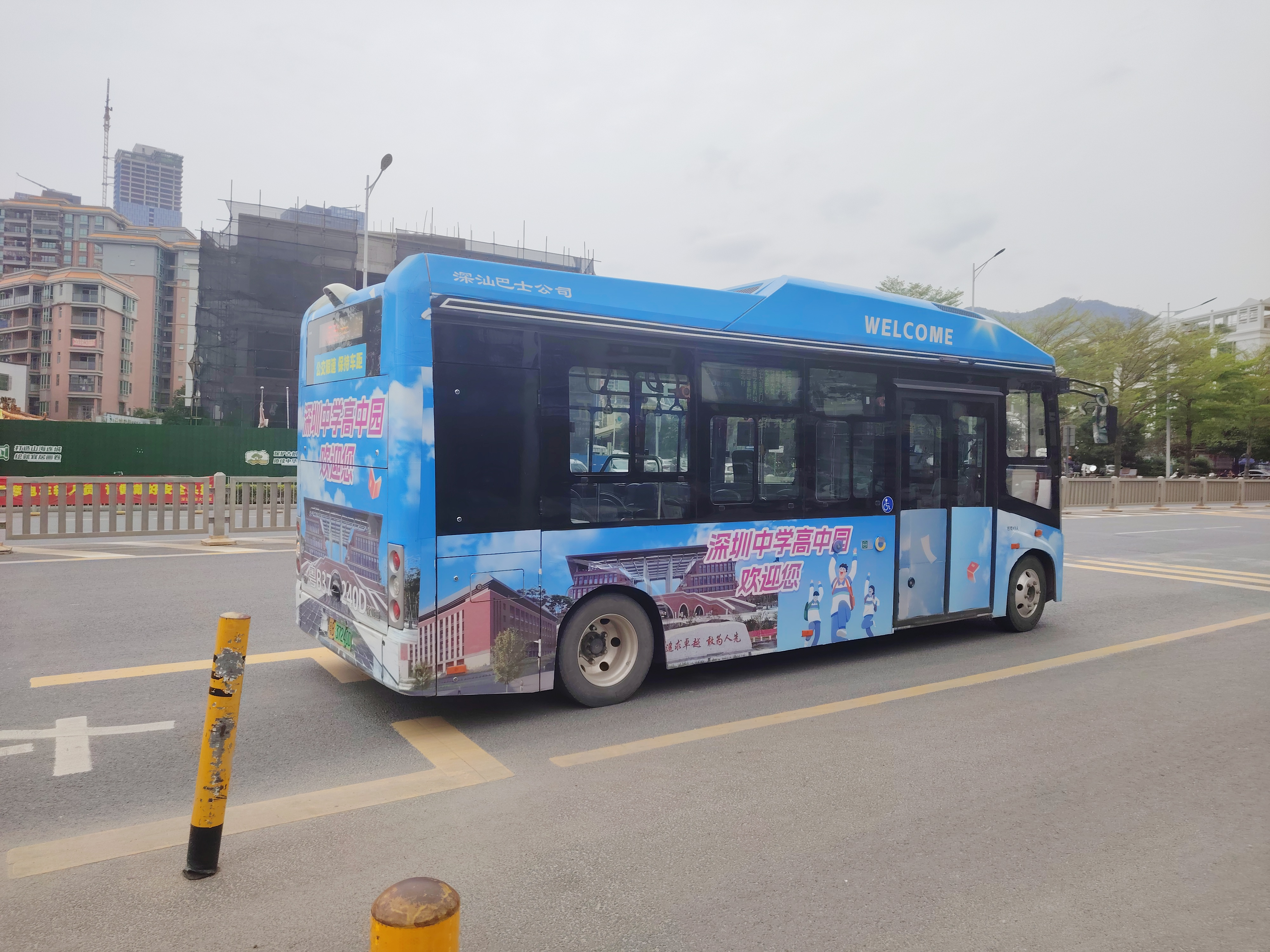
324国道（广汕公路，深汕合作区路段名为“深汕大道”）
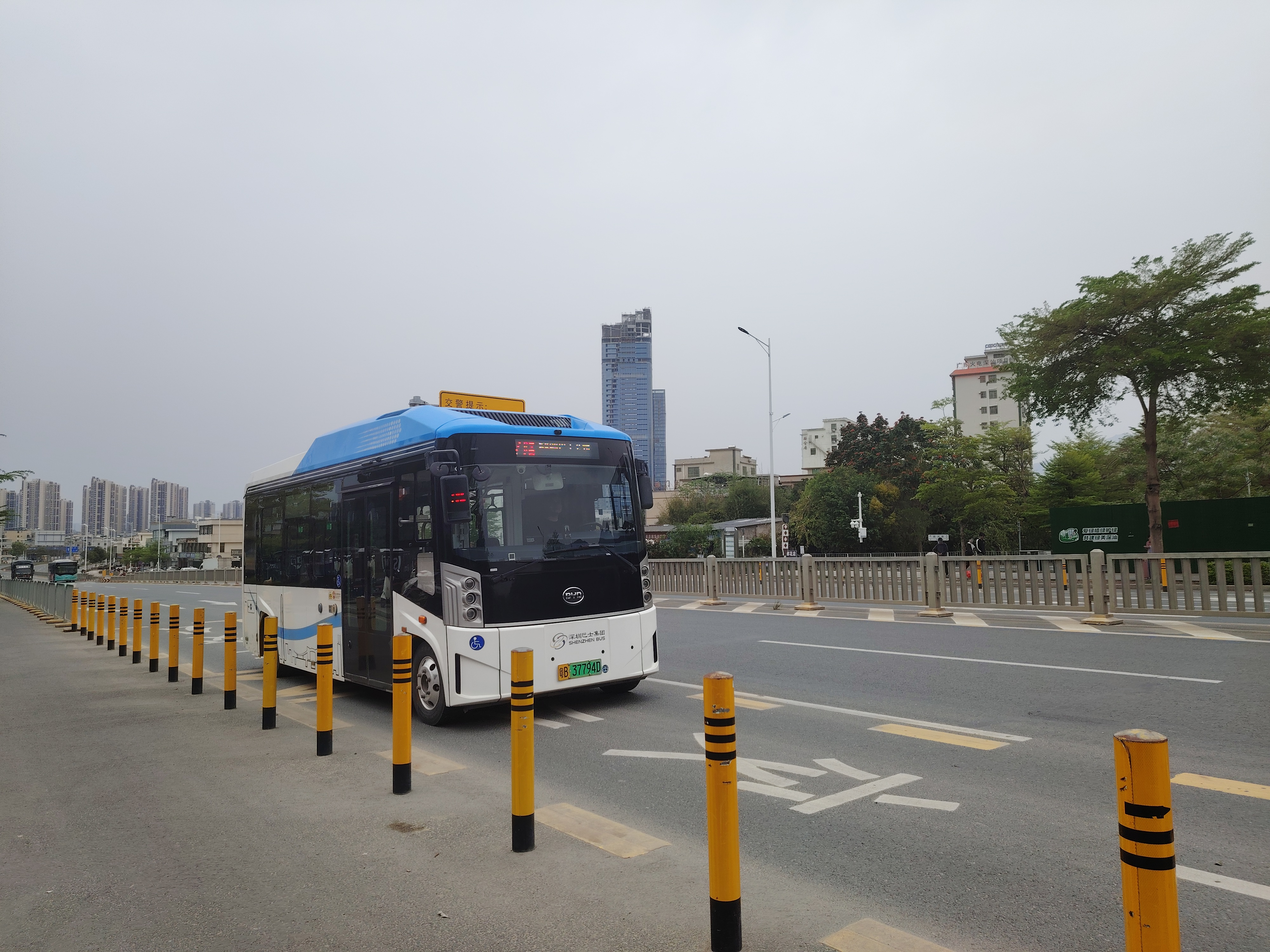
深汕7路

### 区内公交
| 编号 | 编号       | 线路及运营时间                                                 | 线路及运营时间 | 线路及运营时间                                                   | 收费  | 运营商   | 备注及图片                 |
| ---- | ---------- | -------------------------------------------------------------- | -------------- | ---------------------------------------------------------------- | ----- | -------- | -------------------------- |
|      | 深汕—惠东1 | （深圳/汕尾）深汕巴士场站 6:30–19:50                           | ⇆              | （惠州）吉隆埔仔村 7:20–20:40                                    | 2元   | 深汕巴士 |                            |
|      | 深汕1      | 上北村 6:40–20:20                                              | ⇆              | 鲘门火车站 7:00–21:00                                            | 3元   | 深汕巴士 |                            |
|      | 深汕2      | 上北村 7:00–19:30                                              | ⇆              | 赤石镇公交场站 7:40–20:30                                        | 3元   | 深汕巴士 | 定时班车                   |
|      | 深汕3      | 鲘门火车站 7:30–19:30                                          | ⇆              | 华润电力 8:00–20:10                                              | 3元   | 深汕巴士 | 定时班车                   |
|      | 深汕4      | 赤石镇公交场站 上课日周一至四：6:40–18:06 其他日子：6:40–18:05 | ⇆              | 新杏村 上课日周一至四：7:10–18:41 其他日子：7:10–18:40           | 2元   | 深汕巴士 | 定时班车；原 深汕高峰专线2 |
|      | 深汕5      | 深汕巴士场站 6:25、12:25、15:30                                | ⇆              | 赤石镇公交场站 8:00、14:00、18:05                                | 3元   | 深汕巴士 | 原 深汕高峰专线5           |
|      | 深汕7      | 深汕巴士场站 7:00–19:40                                        | ⇆              | 比亚迪一期 8:20–20:20                                            | 2元   | 深汕巴士 | 定时班车；原 深汕高峰41    |
|      | 深汕8      | 赤石镇公交场站 7:00–20:00                                      | ⇆              | 百安村 7:30–20:30                                                | 2.5元 | 深汕巴士 |                            |
|      | 深汕高峰31 | 上北村 每日：7:30、16:00 上课日：11:50、13:30                  | ⇆              | 红罗村 每日：7:45、16:15 上课日：12:05、13:45                    | 2元   | 深汕巴士 |                            |
|      | 深汕高峰32 | 鹅埠中心小学 7:00、11:50、18:00                                | ⇆              | 西南村 7:30、13:30、18:30                                        | 2元   | 深汕巴士 |                            |
|      | 深汕高峰33 | 赤石镇公交场站 每日：6:40、18:05 上课日周五：16:20             | ⇆              | 碗窑村 每日：7:10、18:30 上课日周五：16:45                       | 2元   | 深汕巴士 |                            |
|      | 深汕高峰35 | 赤石镇公交场站 6:55–18:05                                      | ⇆              | 水口村 7:20–18:35                                                | 2元   | 深汕巴士 | 定时班车；上课日服务       |
|      | 深汕高峰37 | 赤石镇公交场站 周一至四：7:00–18:10 周五：7:00–16:20           | ⇆              | 新里村 周一至四：7:20–18:25 周五：7:20–16:35                     | 2元   | 深汕巴士 | 定时班车；上课日服务       |
|      | 深汕高峰38 | 民安村 7:15、12:00、13:15、18:05                               | ⇆              | 百安村 7:30、12:15、13:30、18:20                                 | 2元   | 深汕巴士 | 上课日服务；原 深汕1区间   |
|      | 深汕高峰39 | 赤石镇公交场站 6:50、7:00                                      | ⇆              | 南山外国语学校（深汕） 周一至四：18:30、21:20 周五：18:00、21:20 | 3元   | 深汕巴士 | 上课日服务                 |
|      | 深汕高峰40 | 下北村 7:25、13:25                                             | ⇆              | 鹅埠中心小学 11:50、18:00                                        | 2元   | 深汕巴士 | 上课日服务；原 深汕5区间   |
|      | 深汕高峰42 | 民安村 6:40、6:45                                              | ⇆              | 南山外国语学校（深汕） 周一至四：18:30、21:20 周五：17:30、18:00 | 3元   | 深汕巴士 | 上课日服务                 |
|      | 深汕高峰43 | 深汕高中园 离校日：16:15                                       | ⇆              | 华润电力 返校日：18:00                                           | 3元   | 深汕巴士 |                            |
|      | 深汕高峰44 | 深汕高中园 离校日：16:15                                       | ⇆              | 鲘门火车站 返校日：18:10                                         | 3元   | 深汕巴士 |                            |
|      | 深汕高峰45 | 深汕高中园 离校日：16:15                                       | ⇆              | 民安村 返校日：18:00                                             | 3元   | 深汕巴士 |                            |
|      | 深汕高峰46 | 深汕高中园 离校日：16:15                                       | ⇆              | 上北村 返校日：18:00                                             | 3元   | 深汕巴士 |                            |
|      | 深汕高峰47 | 深汕高中园 离校日：16:15                                       | ⇆              | 赤石镇公交场站 返校日：18:30                                     | 3元   | 深汕巴士 |                            |

- 深汕1路
- 深汕2路
- 深汕7路